# Colin
Colin  è un nome proprio di persona inglese, irlandese e gaelico scozzese maschile.

## Origine e diffusione
Il nome ha una duplice origine: da una parte, può essere un diminutivo medievale di Col, a sua volta una forma abbreviata di Nicholas; dall'altra, si tratta di una forma anglicizzata dello scozzese Cailean o dalla sua forma irlandese Coilean; Cailean si basa sul termine gaelico cailean ("cucciolo [di cane]"), quindi ha significato analogo ai nomi Guelfo, Catello e Scilla; inoltre, viene usato anche come forma scozzese del nome Columba.

## Onomastico
Il nome è adespota, non essendo portato da alcun santo, quindi l'onomastico ricade il 1º novembre, giorno di Ognissanti.

## Persone
- Colin Clive, attore statunitense

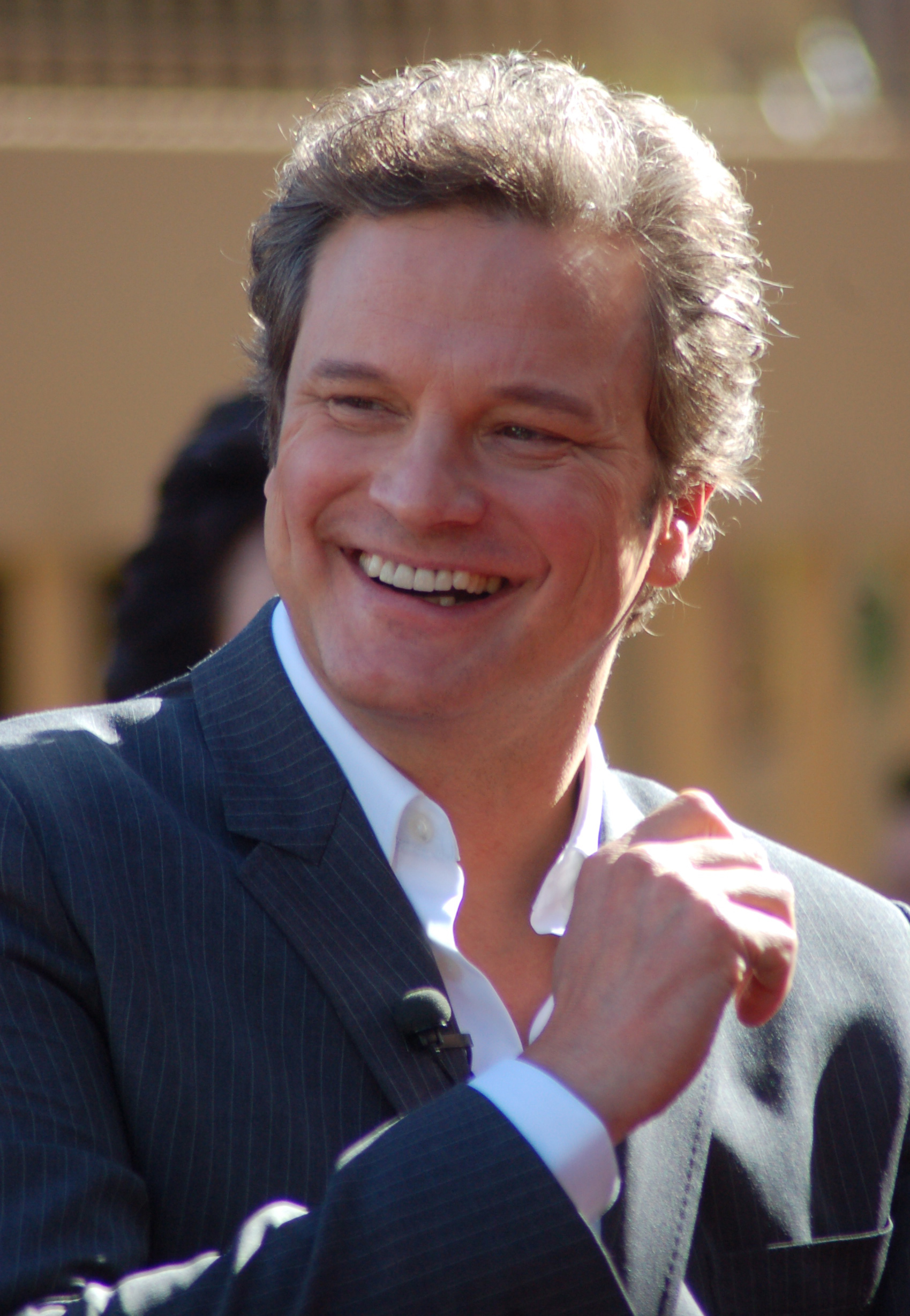
Colin Firth

- Colin Chapman, imprenditore e pilota britannico
- Colin Farrell, attore irlandese
- Colin Firth, attore britannico
- Colin Hay, cantante e autore australiano
- Colin Kâzım-Richards, calciatore turco
- Colin Munro MacLeod, genetista canadese
- Colin McRae, pilota di rally scozzese
- Colin Morgan, attore irlandese
- Colin O'Donoghue, attore irlandese
- Colin Powell, politico e militare statunitense
- Colin Trevorrow,  regista, sceneggiatore e produttore cinematografico statunitense
- Colin Wilson, scrittore britannico

## Il nome nelle arti
- Colin Craven è il coprotagonista del romanzo di Frances H. Burnett Il giardino segreto.
- Colin Canon è un personaggio della serie di romanzi e film Harry Potter, creata da J. K. Rowling.
- Colin MacLeod è un personaggio della serie anime Highlander - Vendetta immortale.
- Colin Singleton è un personaggio del romanzo di John Green Teorema Catherine.
- Colin Bridgerton è un personaggio della serie di romanzi e della serie TV Bridgerton, creata da Julia Quinn.